# Lady Jane
Lady Jane – brytyjski film historyczny z 1986 roku w reżyserii Trevora Nunna. Opowieść o losach królowej Anglii Jane Grey, w której rolę wcieliła się Helena Bonham Carter.

## Produkcja
Zdjęcia do filmu kręcono głównie w hrabstwie Kent - na zamku w Dover (filmowe Tower of London), we wnętrzach Hever Castle oraz na zamku Leeds. Inne wykorzystane przez filmowców lokacje to m.in. Haddon Hall (hrabstwo Derbyshire), Broughton Castle (Oxfordshire) czy Little Moreton Hall (Cheshire).

## Obsada
- Helena Bonham Carter jako Lady Jane
- Cary Elwes jako Guildford Dudley
- John Wood jako John Dudley
- Warren Saire jako Edward VI
- Jane Lapotaire jako Maria Tudor
- Patrick Stewart jako Henry Grey
- Sara Kestelman jako Frances Grey
- Laura Clipsham jako Katarzyna Grey

## Opis fabuły
Anglia XVI wiek. Po śmierci Henryka VIII królem zostaje Edward VI, który także wkrótce umiera. Jego następczynią zostaje Lady Jane Grey. Młoda i inteligentna dziewczyna zostaje wydana za Guildforda Dudleya; ich początkowa niechęć do siebie zmienia się w uczucie. Lady Jane nie jest jednak dane długo być królową - po zaledwie kilku dniach zostaje pozbawiona tronu, a następnie ścięta.